# Wino z żyta

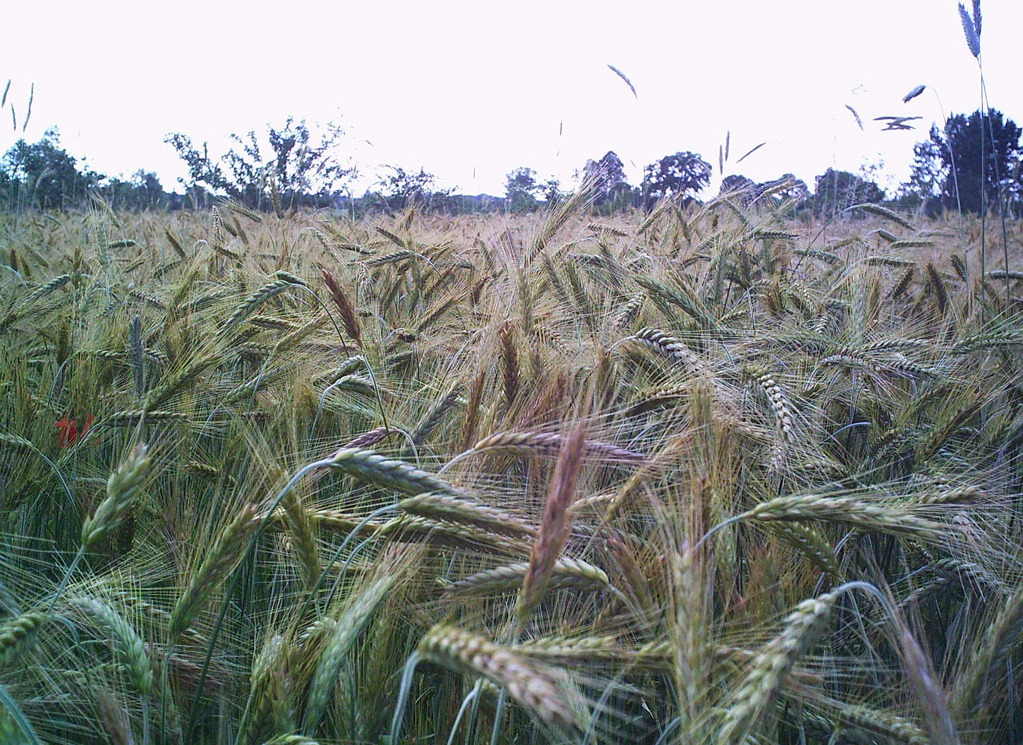
Kłosy żyta

Wino z żyta – jest winem produkowanym ze zdrowych i pozbawionych zanieczyszczeń nasion żyta (czasem dla poprawienia smaku z dodatkiem rodzynek). Charakterystyczną cechą wina z żyta jest burzliwa fermentacja. Jest ono tanie, szybkie i łatwe w produkcji (do jego sporządzenia niepotrzebne są żadne pomocnicze urządzenia stosowane zazwyczaj przy wyrobie win owocowych), a zdaniem wielu ekspertów jeśli jest właściwie przyrządzone i odleżałe "w smaku zupełnie dobre".